# Big Flats (Wisconsin, város)
Big Flats város az USA Wisconsin államában, Adams megyében. Lakosainak száma 948 fő (2020. április 1.).

## Népesség
A település népességének változása:

| 2010 | 1 018 |
| 2020 | 948   |